# کفشک پشت‌سبز
کفشک پشت‌سبز (نام علمی: Rhombosolea tapirina) نام یک گونه از راسته کفشک‌ماهی است.